# Propriano
Propriano (en cors Prupià) és un municipi francès, situat a la regió de Còrsega, al departament de Còrsega del Sud. L'any 1999 tenia 3.166 habitants.

## Demografia
| 1962  | 1968  | 1975  | 1982  | 1990  | 1999  |
| ----- | ----- | ----- | ----- | ----- | ----- |
| 1.530 | 1.846 | 2.950 | 3.098 | 3.217 | 3.166 |

## Administració
| Període | Identitat          | Partit | Qualitat |
| ------- | ------------------ | ------ | -------- |
| 2001-   | Paul-Marie Bartoli | PRG    |          |